# Дуньхуанська карта зоряного неба

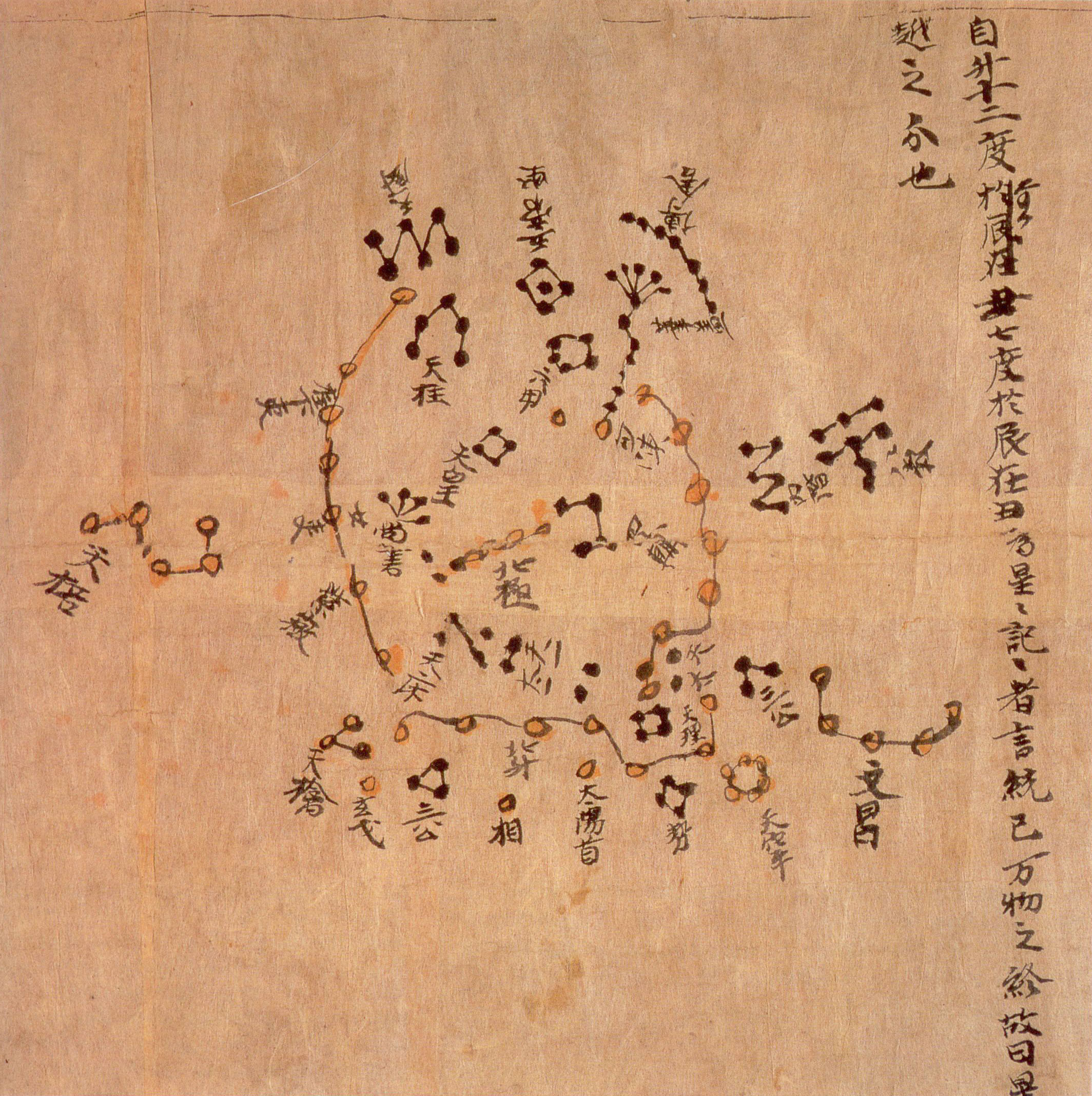
Фрагмент дуньхуанської карти зоряного неба

Дуньхуа́нська ка́рта зо́ряного не́ба, або ка́рта зо́ряного не́ба Дуньхуа́на, — одне з перших відомих графічних зображень зоряного неба в історії китайської астрономії. Дуньхуанську карту датують епохою династії Тан (618—907). Це одна з найстаріших карт зоряного неба у світі, а також одна з найдавніших спроб графічної систематизації зір.

## Історія
Дуньхуанську карту було знайдено в так званій «секретній печері» (сьогодні відомій як «Книжна печера», відкритій на початку XX ст.), розташованій у буддійському печерному комплексі Могао (кит. 莫高窟). Комплекс лежить неподалік від міста Дуньхуан у північно-західному Китаї. Секретна печера, крім того, містила безліч інших цінних манускриптів. Дуньхуанську карту датують приблизно 700 роком нашої ери. Вона подає назви понад 1300 зір та містить багато корисної для сучасних астрономів інформації.